# Don Jackson (Eishockeyspieler)
Donald Clinton „Don“ Jackson (* 2. September 1956 in Minneapolis, Minnesota) ist ehemaliger US-amerikanischer Eishockeyspieler und -trainer. Im Verlauf seiner aktiven Karriere bestritt er zwischen 1974 und 1987 unter anderem 368 Spiele für die Minnesota North Stars, die Edmonton Oilers und die New York Rangers in der National Hockey League (NHL) auf der Position eines Verteidigers.
Als Trainer betreute Jackson unter anderem die Düsseldorfer EG, die Eisbären Berlin und den EHC Red Bull München in der Deutschen Eishockey Liga (DEL) in insgesamt 1072 Partien hauptverantwortlich. Er ist mit neun deutschen Meistertiteln der erfolgreichste Cheftrainer der DEL, der einzige Trainer im deutschen Eishockey, der den Titel-Hattrick mit zwei verschiedenen Vereinen geschafft hat und der einzige Trainer, der mit einer deutschen Mannschaft das Finale der Champions Hockey League erreichte. Er wurde DEL-Trainer des Jahres 2019 und hält in der DEL mehrere Rekorde. Er gewann zweimal den Deutschen Eishockeypokal und schloss die Hauptrunde achtmal als Tabellenerster ab.

## Karriere in Nordamerika
Jackson begann seine Spielerkarriere in der National Collegiate Athletic Association (NCAA) bei der Mannschaft der Notre Dame Fighting Irish.
Später wurde er als Nachwuchstalent von den Minnesota North Stars aus der National Hockey League (NHL) im NHL Amateur Draft 1976 in der dritten Runde an 39. Position verpflichtet, kam aber in der darauffolgenden Saison nur auf acht Einsätze. Sein endgültiger Durchbruch gelang ihm Anfang der 1980er-Jahre bei den Edmonton Oilers. Für dieses Team spielte er zwischen den Jahren 1982 und 1986 und gewann an der Seite von Wayne Gretzky zweimal den Stanley Cup. Seine aktive Karriere beendete er bei den New York Rangers. Er erzielte in seinen insgesamt 368 NHL-Einsätzen als Verteidiger 77 Scorerpunkte.
Anschließend war er meist als Co-Trainer bei diversen NHL-Teams aktiv, am längsten von 2001 bis 2005 bei den Ottawa Senators.

## Trainerkarriere im deutschsprachigen Raum

### Anfänge bei den Eisbären Berlin
Die NHL-Saison 2004/2005 fiel wegen des Lockouts komplett aus und Jackson wechselte während der Saison in die Deutsche Eishockey Liga (DEL). Dort trainierte er als Co-Trainer beim Hauptrundenzweiten und späteren Meister Eisbären Berlin insbesondere die Defensive. In Berlin traf er auch auf seinen ehemaligen Weggefährten Pierre Pagé. Die beiden hatten gemeinsam in den 1990er-Jahren das NHL-Team der Nordiques de Québec trainiert.

### DEG Metro Stars
Nach der erfolgreichen Zeit in Berlin wechselte Jackson zur Saison 2005/06 zum achtmaligen deutschen Meister aus Düsseldorf, den DEG Metro Stars. Diese führte er von einem dritten Platz in der Hauptrunde bis ins Finale der Play-offs der DEL, in dem sie dem Titelverteidiger Eisbären Berlin unterlagen. Neben der Vizemeisterschaft erreichte die Mannschaft um Jackson das Finale um den Deutschen Eishockeypokal und schlug dort die Adler Mannheim. Nach diesem größten Erfolg der Metro Stars seit der Meisterschaft 1996 betreute Jackson die Metro Stars auch in der Saison 2006/2007, wurde Zweiter nach der Hauptrunde und schied in den anschließenden Playoffs im Halbfinale aus.

### Rückkehr zu den Eisbären Berlin
Zur Saison 2007/08 kehrte er als Cheftrainer zu den Eisbären zurück und unterzeichnete dort einen Zweijahresvertrag. In der DEL-Spielzeit 2007/2008 gewann er mit den Eisbären Berlin sowohl den Pokal als auch den Meistertitel. 2009, 2011, 2012 sowie 2013 wurde er mit den Eisbären Berlin erneut Deutscher Meister, nachdem die Eisbären 2008 die Hauptrunde als Tabellenzweiter, 2009 als -erster, 2011 als -dritter, 2012 als -erster und 2013 als -vierter abgeschlossen hatten. 2009/10 konnte er zwar mit 123 Punkten einen DEL-Rekord aufstellen, schied in dieser Spielzeit aber als amtierender Titelverteidiger nach fünf Spielen der Best-of-Five-Serie bereits im Viertelfinale gegen die Augsburger Panther aus. Im Jahr 2010 gewann er durch einen Finalsieg über den HV71 Jönköping zudem die European Trophy.

### Ein Jahr beim EC Red Bull Salzburg

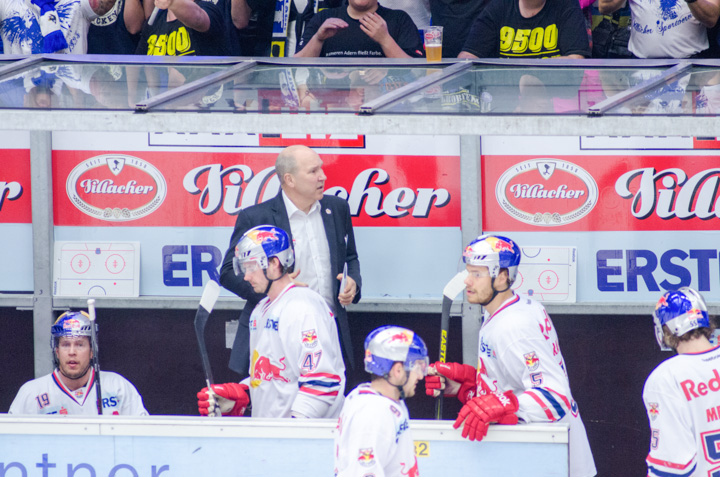
Don Jackson (Bildmitte) als Trainer des EC Red Bull Salzburg

In der Saison 2013/2014 arbeitete er als Trainer beim EC Red Bull Salzburg, schloss die Hauptrunde 2013/14 als Tabellendritter ab, gewann die Platzierungsrunde und führte die Mannschaft ins Playoff-Finale der Österreichischen Eishockeyliga (EBEL), das der EC in fünf Spielen der Best-of-Five-Serie gegen den HC Bozen, einem ausländischen Mitglied der Liga, verlor. Jackson war aber Österreichischer Meister, da Salzburg die bestplatzierte österreichische Mannschaft wurde.

### EHC Red Bull München

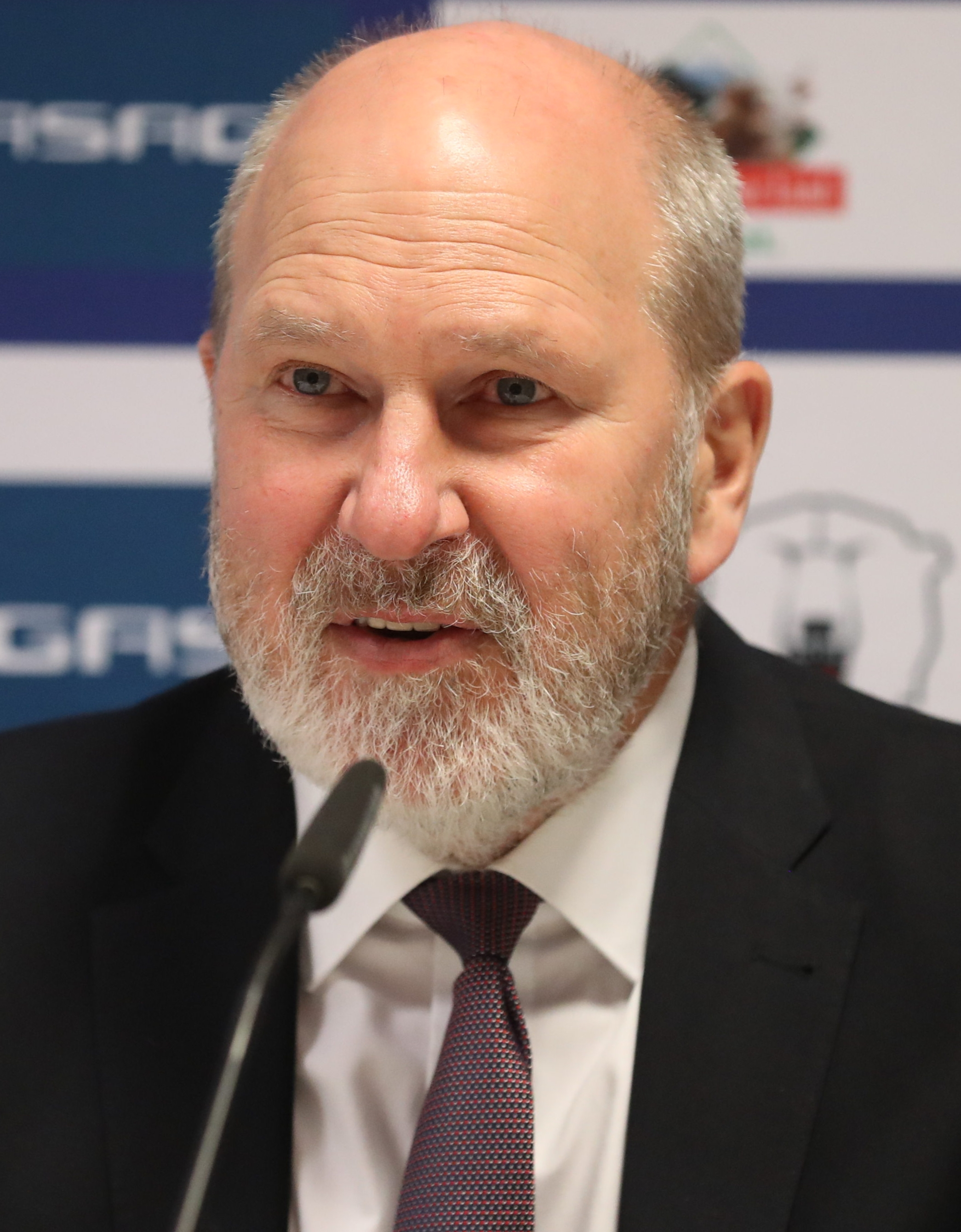
Don Jackson, 2022

Im Mai 2014 wechselte er innerhalb des Red-Bull-Konzerns zum Münchner DEL-Club EHC Red Bull München und erreichte den zweiten Platz nach der Hauptrunde, schied jedoch bereits im Viertelfinale der Best-of-Seven Serie gegen die Grizzly Adams Wolfsburg mit 0:4 Siegen aus. In der Spielzeit 2015/16 wurde der EHC unter Jacksons Leitung Deutscher Meister und wiederholte den Triumph 2017 sowie 2018, nachdem der EHC die Hauptrunde jeweils als Tabellenerster abgeschlossen hatte.
In der Folgesaison erreichte der EHC unter Jacksons Führung das Finale der Champions Hockey League, das mit 1:3 gegen die Frölunda Indians verloren ging. Die DEL-Hauptrunde 2018/19 schlossen die Roten Bullen wie 2014/15 als Tabellenzweiter ab und Jackson wurde erstmals als DEL-Trainer des Jahres ausgezeichnet. In den anschließenden Playoffs verlor das Münchner Team die Finalserie gegen die Adler Mannheim, dabei übertraf Jackson im ersten Finalspiel mit seiner 839. DEL-Partie als Trainer den ehemaligen Bundestrainer Hans Zach und hält damit den DEL-Rekord. Die Hauptrunde der folgenden Saison schlossen die Münchner erneut als Tabellenerster ab. Die Spielzeit 2020/21 begann mit dem Sieg beim MagentaSport Cup in der Vorbereitung. Vier Monate später scheiterte Jacksons Mannschaft im Viertelfinale, nachdem der EHC die DEL-Gruppe Süd auf Platz zwei abgeschlossen hatte. In der Saison 2021/22 wurde er zum dritten Mal nach 2006 und 2019 Vizemeister der DEL. In der Champions Hockey League erreichte er das Halbfinale.
Am 18. September 2022 bestritt Jackson als erster DEL-Trainer überhaupt seine 1.000. Partie, seine Mannschaft gewann dabei mit 5:2 gegen die Adler Mannheim. Die DEL-Hauptrunde 2022/23 schloss seine Mannschaft mit 122 Punkten ab und konnte damit fast den Rekord aus der Spielzeit 2009/10 einstellen (123 Punkte). In den Playoffs gewann der EHC das erste rein bayerische DEL-Finale gegen den ERC Ingolstadt mit 4:1 Siegen. Anschließend beendete er nach der neunten Meisterschaft seine Trainerkarriere, bleibt dem Verein aber als Trainerentwickler erhalten.

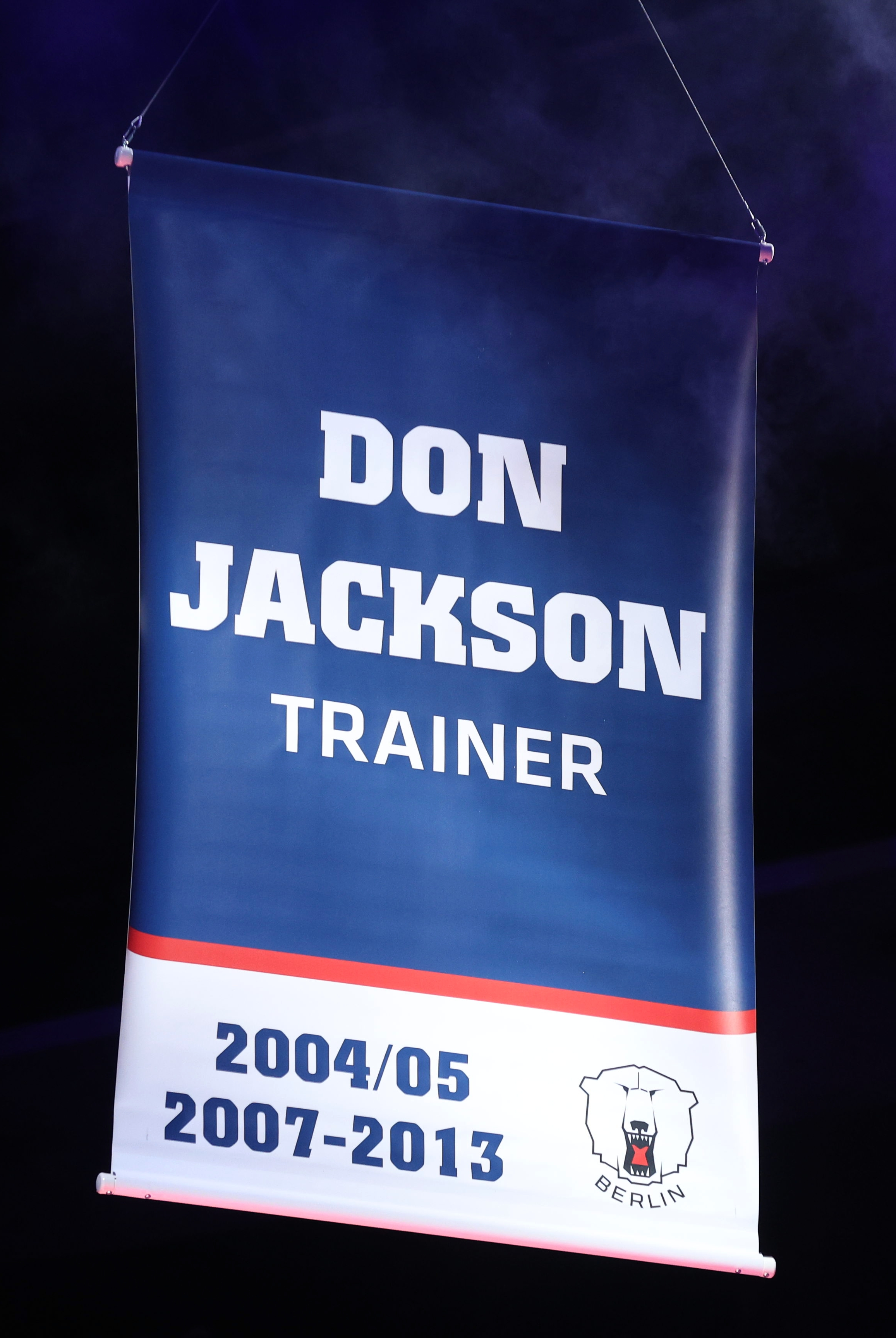
Bannerzeremonie für Don Jackson im Januar 2025

Nach dem Rücktritt von Max Kaltenhauser mitten in der Saison 2024/25 kehrte Jackson aus seinem Ruhestand zurück, um die Mannschaft des EHC bis zum Saisonende zu trainieren. Bei seinem Comeback ehrte ihn die gegnerische Mannschaft, die Eisbären Berlin, für seine Verdienste um ihren Verein und hingen ein Banner mit seinem Namen unter dem Hallendach auf. Jackson ist der erste Trainer der DEL, dem diese Ehre zuteilwurde. Jackson konnte die ersten sieben Spiele nach seiner Rückkehr gewinnen, belegte den fünften Platz nach der Hauptrunde und schied anschließend im Viertelfinale mit 2:4 Siegen gegen die Adler Mannheim aus. Sein Nachfolger wird sein Landsmann Oliver David.

## Erfolge und Auszeichnungen

### Als Spieler
- 1984 Stanley-Cup-Gewinn mit den Edmonton Oilers
- 1985 Stanley-Cup-Gewinn mit den Edmonton Oilers

### Als Trainer
| - 1991 ECHL Coach of the Year - 2005 Deutscher Meister mit den Eisbären Berlin (als Co-Trainer) - 2006 Deutscher Pokalsieger mit den DEG Metro Stars - 2008 Deutscher Pokalsieger mit den Eisbären Berlin - 2008 Deutscher Meister mit den Eisbären Berlin - 2008 Verdienstorden des Landes Berlin - 2009 Deutscher Meister mit den Eisbären Berlin - 2010 European-Trophy-Gewinn mit den Eisbären Berlin - 2011 Deutscher Meister mit den Eisbären Berlin | - 2012 Deutscher Meister mit den Eisbären Berlin - 2013 Deutscher Meister mit den Eisbären Berlin - 2014 Österreichischer Meister mit dem EC Red Bull Salzburg - 2016 Deutscher Meister mit dem EHC Red Bull München - 2017 Deutscher Meister mit dem EHC Red Bull München - 2018 Deutscher Meister mit dem EHC Red Bull München - 2019 DEL-Trainer des Jahres - 2023 Deutscher Meister mit dem EHC Red Bull München |

## Karrierestatistik

### International
Vertrat die USA bei:
- Weltmeisterschaft 1978
- Weltmeisterschaft 1979

(Legende zur Spielerstatistik: Sp oder GP = absolvierte Spiele; T oder G = erzielte Tore; V oder A = erzielte Assists; Pkt oder Pts = erzielte Scorerpunkte; SM oder PIM = erhaltene Strafminuten; +/− = Plus/Minus-Bilanz; PP = erzielte Überzahltore; SH = erzielte Unterzahltore; GW = erzielte Siegtore; 1 Play-downs/Relegation; Kursiv: Statistik nicht vollständig)

## Sonstiges
- Jackson weist in der DEL eine Siegquote von 66 Prozent auf, er gewann 705 seiner 1.072 Spiele.[36] In den Playoffs hat Jackson eine Serienbilanz von 34 Siegen und sieben Niederlagen.[37] (Stand: Ende der Saison 2022/23)

- Jackson galt als ein Trainer, der sich besonders durch seine Menschenführung sowie taktische Analysen auszeichnete, der seine Spieler individuell verbessern kann.[38] So sagte Deron Quint über ihn: „Don Jackson ist der beste Trainer, unter dem ich je gearbeitet habe. Er gibt dir immer ein gutes Gefühl, er nimmt dich als Mensch ernst, nicht nur als Profi.“[39]

- Jackson fiel schon des Öfteren durch unkonventionelle Methoden auf, um sein Team zum Erfolg zu führen. Am 9. April 2006 lag seine DEG mit 2:3 gegen die Kölner Haie im fünften und entscheidenden Halbfinale acht Minuten vor Schluss an der heimischen Brehmstraße zurück, als sein Team eine doppelte Überzahl zugesprochen bekam. Jackson nahm dennoch schon zu diesem frühen Zeitpunkt seinen Torwart Andrei Trefilow zugunsten eines sechsten Feldspielers aus dem Tor, seine Mannschaft nutzte diese sechs gegen drei Situation und erzielte den Ausgleich. Seine Mannschaft gewann schließlich noch mit 5:3 und zog ins Finale ein. Der damalige Manager der DEG, Lance Nethery, brachte seine Bewunderung für dieses mutige Verhalten rustikal zum Ausdruck: „Don hat dicke Eier“. Im zweiten Finalspiel, dem letzten Spiel an der Brehmstraße, huldigten die Düsseldorfer Fans per Transparent: „Eier hat nur einer. Don Jackson und sonst keiner.“[40][41][42]

## Zitat
„Eishockey ist Kunst und Wissenschaft. Es ist ein kreatives Spiel und es gibt nicht auf alles eine perfekte Antwort.“